# Liste der Brücken in Berlin/CD

## Erläuterung
- Musterbrücke = kursiv gesetzt: ehemalige Brücken.
- (Musterbrücke) = in Klammern gesetzt: namenlose Brücken. (Siehe ausführlich: Aufbau der Listen)

## C
| Name der Brücke         | Ortsteil              | Anmerkungen und Bild | Lage   |
| ----------------------- | --------------------- | --- | ------ |
| Caprivibrücke           | Charlottenburg        | Die Caprivibrücke ist eine Straßenbrücke über die Spree in Berlin-Charlottenburg. Benannt wurde sie nach dem Reichskanzler Graf Leo von Caprivi. Die heutige Brücke ist ein Neubau aus dem Jahr 1956. | Karten |
| Carl-Schurz-Brücke      | Spandau               | Die Brücke führt die Carl-Schurz-Straße über den Mühlengraben, der die Stadtmauer Alt-Spandaus begrenzte. Sie trägt wie die Straße den Namen von Carl Schurz, des ersten gebürtigen Deutschen, der Mitglied des amerikanischen Senates wurde. | Karten |
| Carl-Zuckmayer-Brücke   | Schöneberg            | Die Brücke bildet das Dach des U-Bahnhofs Rathaus Schöneberg und verbindet den nördlichen und südlichen Teil der Innsbrucker Straße über die Niederung des Rudolph-Wilde-Parks, ist allerdings für den Straßenverkehr gesperrt. Sie geht auf einen Entwurf des Architekten Johann Emil Schaudt zurück und wurde 1910 mit dem U-Bahnhof (zu dieser Zeit: U-Bahnhof „Stadtpark“) fertiggestellt. Sie ist mit steinernen Figuren und Vasen auf einer kunstvollen Brüstung ausgestattet, von der breite Treppen in die beiden Parkteile hinunterführen. Die vier Figurengruppen auf den Brüstungen stammen von Richard Guhr und stellen laut Informationstafel Tritonen aus mythischer Zeit dar, die auf ihren Rücken Nymphen über das einstmals aus einer Seenkette bestehende Fenngelände von einem Ufer zum anderen tragen. Sie ist nach dem Schriftsteller Carl Zuckmayer benannt, der 1930 unmittelbar angrenzend wohnte. Die Brücke und der Bahnhof wurden zwischen 1995 und 2005 aufwändig saniert. | Karten |
| Cecilienbrücke          | Hellersdorf           | Die Brücke führt die Cecilienstraße über den Fluss Wuhle. Die Brücke ist 15,5 Meter lang und etwa 24 Meter breit und trägt beidseitig Fußstege. | Karten |
| Cecilien-straßenbrücke  | Hellersdorf           | Die Brücke führt die Cecilienstraße über die Gleisanlagen der U-Bahn-Linie 5. Sie besteht aus drei parallelen Bauteilen, die längs gegeneinander versetzt und mittels einer Metallkonstruktion miteinander verbunden sind. Länge 35,42 m; Breite gesamt 26,35 m, Fahrspuren in der Mitte 10,60 m breit. | Karten |
| Charlottenbrücke        | Spandau               | Die stählerne Bogenbrücke führt den Straßenzug Charlotten-/Stresowstraße über die Havel und verbindet über Treppen die Uferpromenaden des Flusses. Die mit ihrem Brückenkopf und ihren Leuchten denkmalgeschützte Brücke liegt rund 150 Meter südlich der Spreemündung am Ostrand der Altstadt Spandau. Sie wurde zwischen 1926 und 1929 erbaut und ersetzte die mehrteilige Bogenbrücke aus dem Jahr 1886 (oberes Bild). Die Spannweite der heutigen Brücke beträgt 60 m, die Bogenhöhe 10 m. Die Brücke verfügt über zwei Fahr- und zwei Parkspuren. Die Breite der Fahrbahn beträgt 11 m, die der Gehwege je 5 m. Im Jahr 2000 wurde die Abdichtung der Fahrbahn für rund 215.000 DM erneuert. An ihrem Nordende befand sich bis ca. 1926 ein Standbild Kaiser Friedrichs III. von Albert Manthe aus dem Jahr 1892. Weitere Bilder bei Commons | Karten |
| Charlottenburger Brücke | Charlottenburg        | Die in das Charlottenburger Tor integrierte Charlottenburger Brücke überspannt den Landwehrkanal an der Grenze der heutigen Ortsteile Charlottenburg und Tiergarten; damals Stadtgrenzen. Die 1907 fertiggestellte 55 m breite Gewölbebrücke löste eine alte hölzerne Klappbrücke ab und führt die Straße des 17. Juni über den Kanal. | Karten |
| Chaussee-straßenbrücke  | Wedding               | Die Chausseestraßenbrücke führt den Straßenzug Chausseestraße / Müllerstraße am Erika-Heß-Eisstadion über die nördliche Ableitung der Panke. Die erste, knapp 8 m breite Brücke wurde 1868 auf rund 20 m und 1886 auf über 31 m verbreitert. 1876 ist das Bauwerk als „feste steinerne Brücke“ erwähnt. 1926 wurde die Brücke erneuert und quert seitdem auch die U6, die unter dem Straßenzug verläuft. Auf der Nordostseite der 10 m langen Brücke liegt ein Rückhaltebecken der Panke. Das letzte Wehr des Flusses befindet sich am Brückenanfang. | Karten |
| Christiansteg           | Alt-Hohen-schönhausen | Der Christansteg ist eine Fußgängerbrücke über den Elsengraben. | Karten |
| Clayalleebrücke         | Dahlem                | Die Clayalleebrücke führt die Clayallee über die in einem Einschnitt verlaufende Trasse der U-Bahn-Linie U3. Von der Brücke besteht der einzige Zugang zum U-Bahnhof Oskar-Helene-Heim. Sie trägt den Namen des US-amerikanischen Generals Lucius D. Clay, des Initiators der Berliner Luftbrücke. | Karten |
| Colditzbrücke           | Tempelhof             | Die Colditzbrücke ist eine Straßenbrücke aus Beton über den Teltowkanal am Kilometer 23,96 der künstlichen Wasserstraße. Über die Brücke führt die Colditzstraße, die ihr auch den Namen gab. Die Straße wurde nach der Stadt Colditz in Sachsen benannt. Sie wurde nach Zerstörung der 1905 an dieser Stelle errichteten Achenbachbrücke Ende der 1950er-Jahre errichtet. Am 20. Oktober 1958 wurde die 12,66 Meter breite und 80 Meter lange Brücke (49 Meter Spannweite) eröffnet. Die Baukosten betrugen 520.000 DM. | Karten |
| Corneliusbrücke         | Tiergarten            | Die Corneliusbrücke führt den Straßenzug Stülerstraße/Budapester Straße über den Landwehrkanal und verbindet das Corneliusufer mit dem Lützowufer. Erbaut 1874/75, trägt sie seit 1876 den Namen des Malers Peter von Cornelius. Die heutige, erneuerte Beton-Bogenbrücke stammt aus den Jahren 1954/1955. | Karten |

## D
| Name der Brücke                                     | Ortsteil        | Anmerkungen und Bild | Lage   |
| --------------------------------------------------- | --------------- | --- | ------ |
| Dahlemer-Weg-Brücke und Rampe (Brücke Dahlemer Weg) | Zehlendorf      | Die Dahlemer-Weg-Brücke führt die Straße Dahlemer Weg zwischen den S-Bahnhöfen Lichterfelde West und Sundgauer Straße über die S-Bahn (Wannseebahn) und Stammbahn. Zudem überbrückt sie das Gleis der ehemaligen Pferdebahn Zehlendorfer Eisenbahn (auch: Goerzbahn), das nach der Brücke einen Bogen nach Süden macht und dann neben dem Dahlemer Weg verläuft. Eine Rampe aus vier Stahlbrücken mit Holzbohlenbelag (im Bild links), die auf Betonpodesten und -widerlagern aufgelegt sind, führt den Fußgänger- und Radweg, der neben der Stammbahntrasse verläuft, hoch zu der Dahlemer-Weg-Brücke. Die 1995/96 angelegte und insgesamt 40 m lange Rampe wird von der Berliner Senatsverwaltung für Stadtentwicklung als „Brücke Dahlemer Weg“ bezeichnet. | Karten |
| Dammbrücke                                          | Köpenick        | Die Dammbrücke ist ein Nachfolgebau des ersten hölzernen Spreeüberweges in Berlin-Köpenick, dessen Existenz aus dem Anfang des 15. Jahrhunderts urkundlich belegt ist. Die erste steinerne Spreebrücke an dieser Stelle wurde 1893 dem Verkehr übergeben. Nach ihrer Sprengung im April 1945 wurde das östliche Gewölbe bis 1950 wiederhergestellt. Seitlich angebrachte stählerne Gehbahnen ermöglichten eine Verbreiterung der Brücke auf 15 m. Wegen zunehmender Schäden am Bauwerk war ein Neubau erforderlich. Die heutige Brücke wurde in den Jahren 1984 bis 1986 als Spannbetonbrücke westlich des früheren Brückenbauwerkes errichtet. | Karten |
| Dammwegbrücke Heidekampgraben                       | Plänterwald     | Der Dammweg überquert den Heidekampgraben, der dort die Grenze zwischen Neukölln und Plänterwald bildet. | Karten |
| Darßer Brücke                                       | Weißensee       | Die Darßer Brücke ist eine reine Straßenbrücke im Osten des Bezirks Pankow. Sie wurde um 1985 gebaut und führt die Darßer Straße über die Malchower Chaussee, die ein Teilstück der Bundesstraße 2 ist. | Karten |
| Dischingerbrücke                                    | Spandau         | Die Dischingerbrücke führt über die Havel in Berlin-Spandau. Gebaut wurde sie 1956 und benannt nach Franz Dischinger. | Karten |
| Dovebrücke                                          | Charlottenburg  | Die Dovebrücke verbindet die Cauer- und Dovestraße über den Landwehrkanal. Sie wurde 1911 erbaut und nach dem Physiker Heinrich Wilhelm Dove, seit 1848 Direktor des Berliner Meteorologischen Instituts, benannt. | Karten |
| Dresselsteg                                         | Charlottenburg  | Der Dresselsteg führt als Fußgängerbrücke in westlicher Verlängerung der Dresselstraße über die A 100 und die Ringbahn zur Ecke Bredtschneider- und Rognitzstraße. Vom Dresselsteg besteht ein Zugang zum S-Bahnhof Messe Nord/ZOB. Erbaut zwischen 1913 und 1917, trug er ab 1918 den Namen Witzlebensteg. 1950 wurde der Steg nach dem Epigraphiker und Numismatiker Heinrich Dressel benannt. 1959 bis 1963 erfolgte eine Erneuerung aus fünf Einfeldträgern mit vier Stahlträgern. Er hat eine Fläche von 331 m², eine Länge von 75,55 m und eine Breite von 4,4 m. Brücken-Nr.: 724. | Karten |
| Dunckerbrücke                                       | Prenzlauer Berg | Die Straßenbrücke dient zur Überführung der Dunckerstraße über die tief liegenden Gleisanlagen der Berliner Ringbahn. Sie ist 45 m lang und 22 m breit und besitzt beidseitig breite Fußwege. | Karten |